# Parsons (cráter)

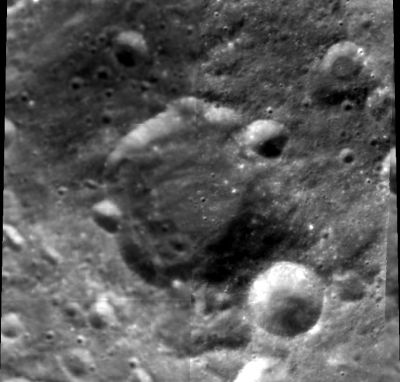
Fotografía de la misión Clementine (1994)

Parsons es un cráter de impacto perteneciente a una zona de relieve accidentado de la cara oculta de la Luna. Se encuentra al oeste-noroeste del cráter Krylov, y al este de Moore.
|  |

El cráter uestra una forma aproximadamente circular, y su brocal ha sufrido el efecto de la erosión. Presenta un cráter más pequeño, en forma de copa, atravesando el sector suroriental del borde. Pequeños cratercillos se sitúan  sobre el borde noreste y oeste. El interior es relativamente liso, con un suelo que ocupa aproximadamente la mitad del diámetro del cráter.
La Unión Astronómica Internacional nombró este cráter en 1972 en honor del ingeniero de cohetes y ocultista Jack Parsons, un miembro importante en el Laboratorio de Propulsión a Reacción en Pasadena (California).

## Cráteres satélite
Por convención estos elementos son identificados en los mapas lunares poniendo la letra en el lado del punto medio del cráter que está más cercano a Parsons.
|         | \| Parsons \| Coordenadas \| Diámetro \| \| ------- \| ------------------------------- \| -------- \| \| D \| 38°30′N 168°36′O / 38.5, -168.6 \| 54 km \| \| E \| 37°36′N 167°48′O / 37.6, -167.8 \| 26 km \| \| L \| 33°36′N 170°00′O / 33.6, -170.0 \| 31 km \| \| M \| 33°48′N 171°42′O / 33.8, -171.7 \| 23 km \| \| N \| 34°12′N 173°12′O / 34.2, -173.2 \| 43 km \| \| P \| 35°12′N 172°48′O / 35.2, -172.8 \| 28 km \| |          |
| Parsons | Coordenadas | Diámetro |
| D       | 38°30′N 168°36′O / 38.5, -168.6 | 54 km    |
| E       | 37°36′N 167°48′O / 37.6, -167.8 | 26 km    |
| L       | 33°36′N 170°00′O / 33.6, -170.0 | 31 km    |
| M       | 33°48′N 171°42′O / 33.8, -171.7 | 23 km    |
| N       | 34°12′N 173°12′O / 34.2, -173.2 | 43 km    |
| P       | 35°12′N 172°48′O / 35.2, -172.8 | 28 km    |